# Slava
Slava (en ciríl·lic Слава) és una tradició cristiana ortodoxa sèrbia on es glorifica el sant patró d'una família, d'una vila o fins i tot d'una ciutat. La paraula slava es podria traduir com a «glòria» o «lloança». La cerimònia va ser inscrita com a Patrimoni Cultural Immaterial de la Humanitat per la Unesco el 27 de novembre de 2014.
El costum s'associa amb els serbis, que la consideren una característica específica de la seva cultura. Aquest costum també es troba entre cristians ortodoxos de Macedònia del Nord, parts de Bulgària, i també de vegades, amb un altre nom, entre croats, albanesos catòlics, grecs i russos que, abans de la revolució de 1917, també la practicaven amb la mateixa regularitat que els serbis.

## Orígens
La tradició és un important marcador ètnic de la identitat sèrbia, que consideren la Slava com el seu dia més important i solemne. Hi ha dues teories que expliquen la pràctica de la Slava entre els serbis. Segons alguns autors la Slava és una tradició que es remunta a les creences religioses politeistes eslaves; a la mitologia eslava i pràctica quotidiana de la religió, cada família tenia el seu déu patró, igual que els grecs i romans. Segons d'altres, el serbis van adoptar la tradició de Slava en el moment de la seva conversió al cristianisme a la fi del segle ix: haurien triat un sant de manera individual o col·lectiva, mitjançant el bateig.